# Обсерваторія CERGA
Обсерваторія CERGA (фр. Centre de recherches en géodynamique et astrométrie) — колишня астрономічна станція Обсерваторії Лазурового берега на півдні Франції, закрита в 2004 році. Протягом 1984—1993 років в тут було відкрито 21 астероїд.

## Опис
CERGA включала 28 дослідників і стільки ж інженерів і техніків, розташованих в обсерваторії в Ніцці, Грассі й Коссолі. Наукова діяльність охоплювала такі сфери, як фундаментальна астрономія, небесна механіка та космічна геодезія. CERGA брала участь в лазерній локації Місяця, і в рамках цього проекту обсерваторія відповідала за кілька спостережних об'єктів: місячний лазерний телескоп і дві супутникові лазерні станції.
Діяльність CERGA передбачала отримання даних та їхню обробку, спеціальну інструментальну розробку та тісний зв'язок із більш теоретичними аспектами динаміки та моделювання спостережень.
CERGA було розпущено в 2004 році, коли материнська Обсерваторія Лазурового берега була реорганізована. На честь обсерваторій названо астероїд головного поясу (2252) CERGA, який був тут відкритий Коічіро Томітою.

## Список відкритих малих планет
Центр малих планет приписує обсерваторії CERGA відкриття безпосередньо 21 астероїдів, протягом 1984—1993 років. Відкриття були зроблені за допомогою 0,9-метрового телескопа Шмідта.